# Swartz Covered Bridge
Die Swartz Covered Bridge ist eine überdachte Holzbrücke nordwestlich von Wyandot, Ohio. Die 1878 (oder 1880) von Moses Weymouth erbaute Brücke, liegt an der Ohio State Route 130A, überspannt den Broken Sword Creek  und ist befahrbar.
Das Design der Brücke ist in der Howe-Truss-Bautechnik ausgeführt. Das Fundament besteht aus Stein, die Wände sind holzverschalt, das Dach ist mit Schindeln verlegt. Weiterer Baustoff ist Beton. Ihre Spannweite beträgt 28,7 Meter, die Gesamtlänge 30,8 Meter, die innere Breite 3,9 Meter und die Deckenhöhe 3,96 Meter. Sie wurde 1994 (oder 1992/93) saniert.
Die Swartz Covered Bridge wurde am 8. Oktober 1976 unter der Nummer 76001553 in das National Register of Historic Places aufgenommen.